# Канон затемнень
Канон затемнень (нім. Canon der Finsternisse) — книга Теодора фон Оппольцера, опублікована у 1887 році Австрійською академією наук, що містить результати розрахунків понад 13000 затемнень — 8000 сонячних і 5200 місячних затемнень. Він містить усі сонячні й місячні затемнення між 1207 р. до н. е. і 2162 р. н. е. На додаток до опису методу розрахунку, книга містить основні параметри кожного сонячного затемнення, а також графічне зображення загального шляху тіні на поверхні Землі.
Вся масштабна робота з розрахунку такої великої кількості затемнень була виконана вручну, без допомоги комп'ютерів.

1962 року в Dover Books вийшло оновлене видання «Канону».

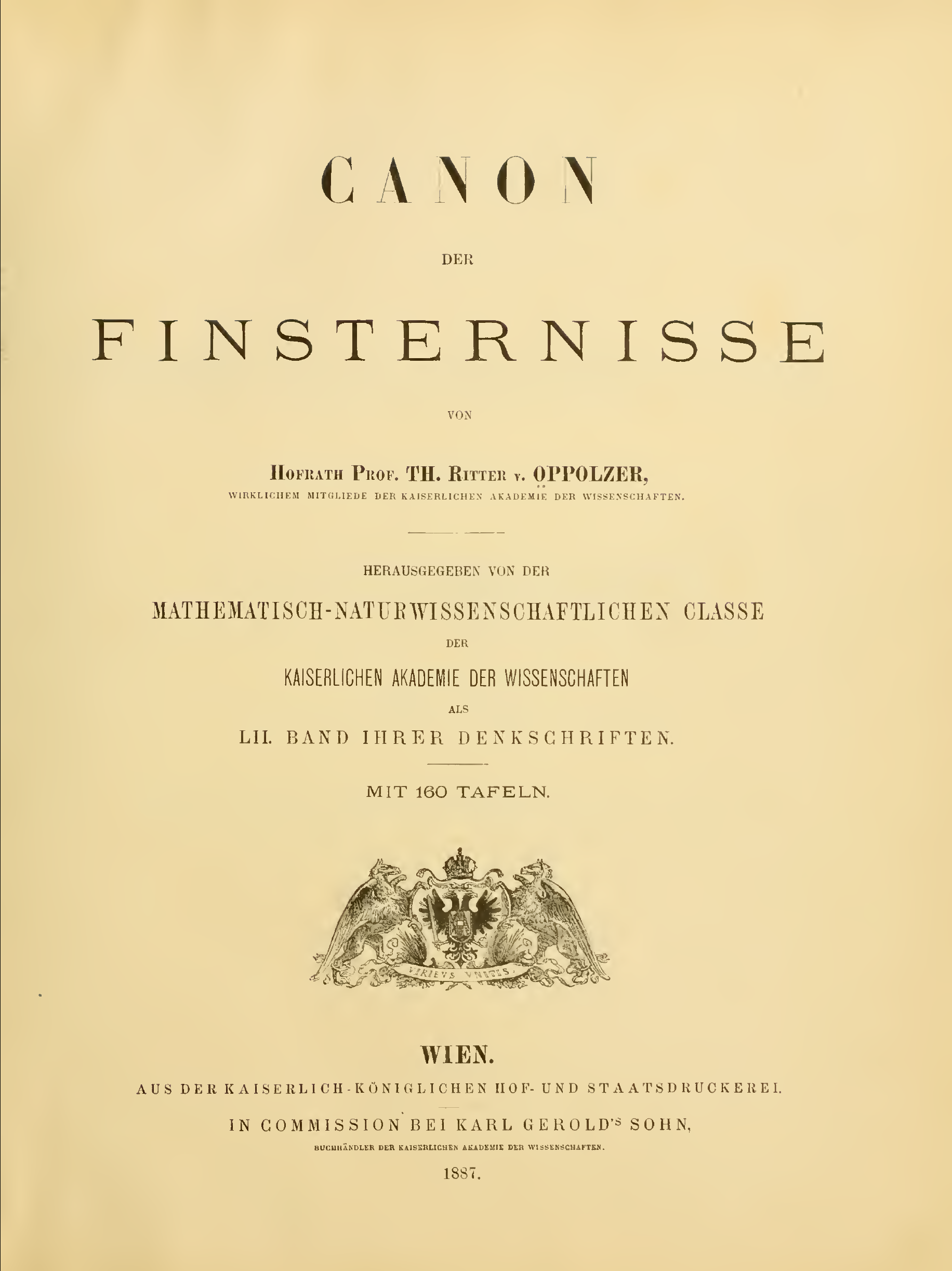
Обкладинка «Канону затемнень»
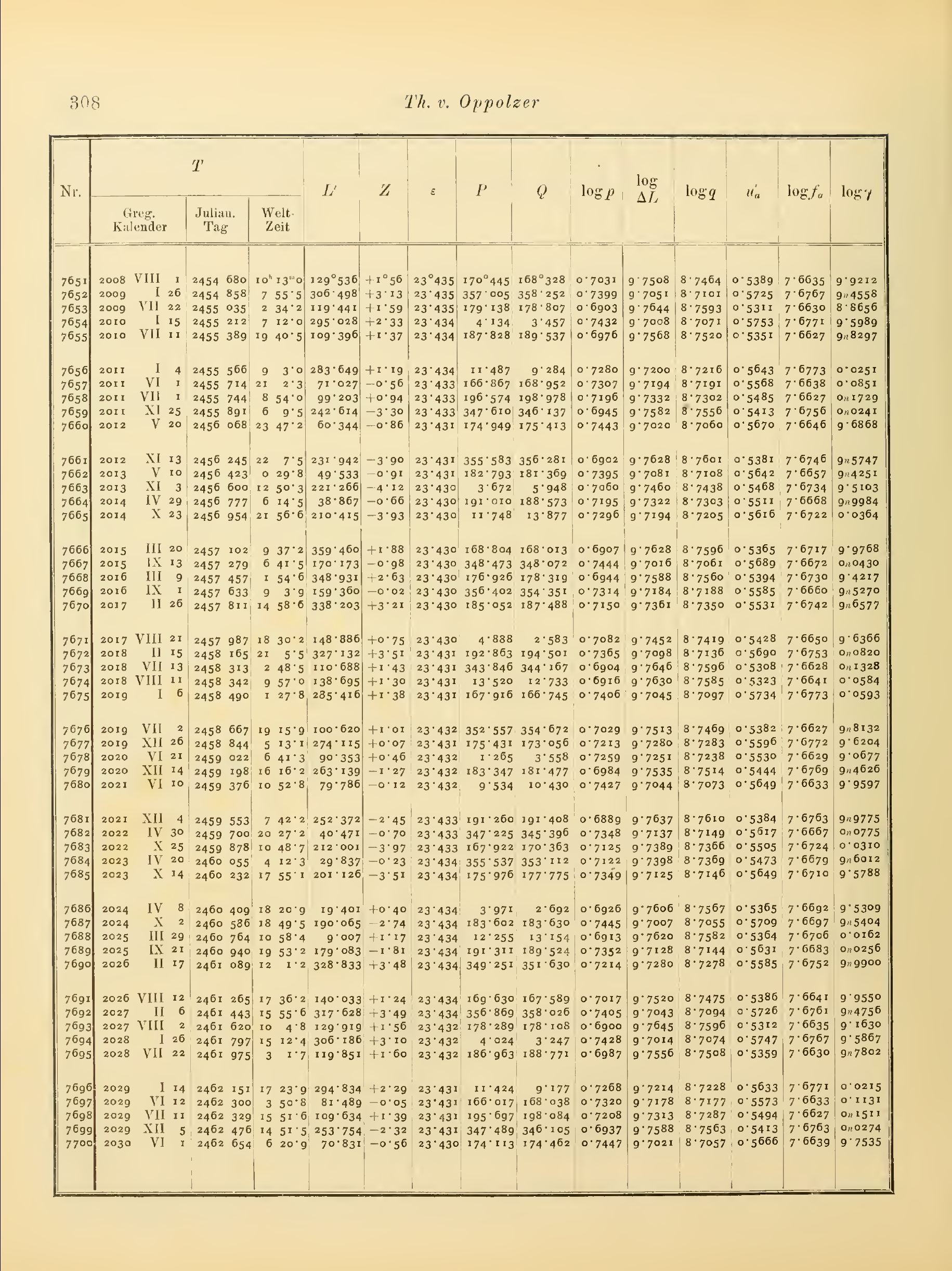
Приклад: сторінка 308, частина 1 параметрів сонячних затемнень між 2008 і 2030 роками
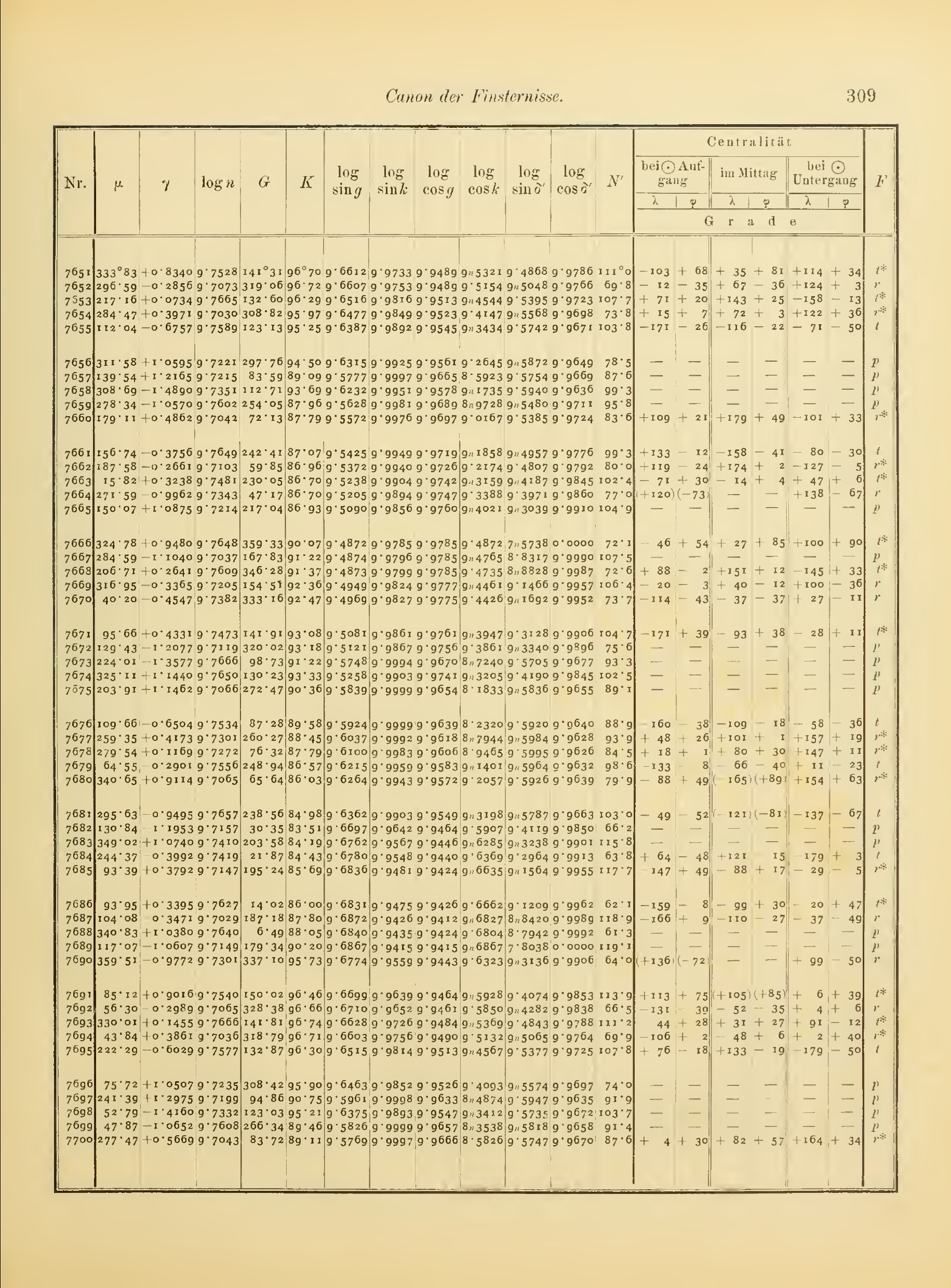
Приклад: сторінка 309, частина 2 параметрів сонячних затемнень між 2008 і 2030 роками
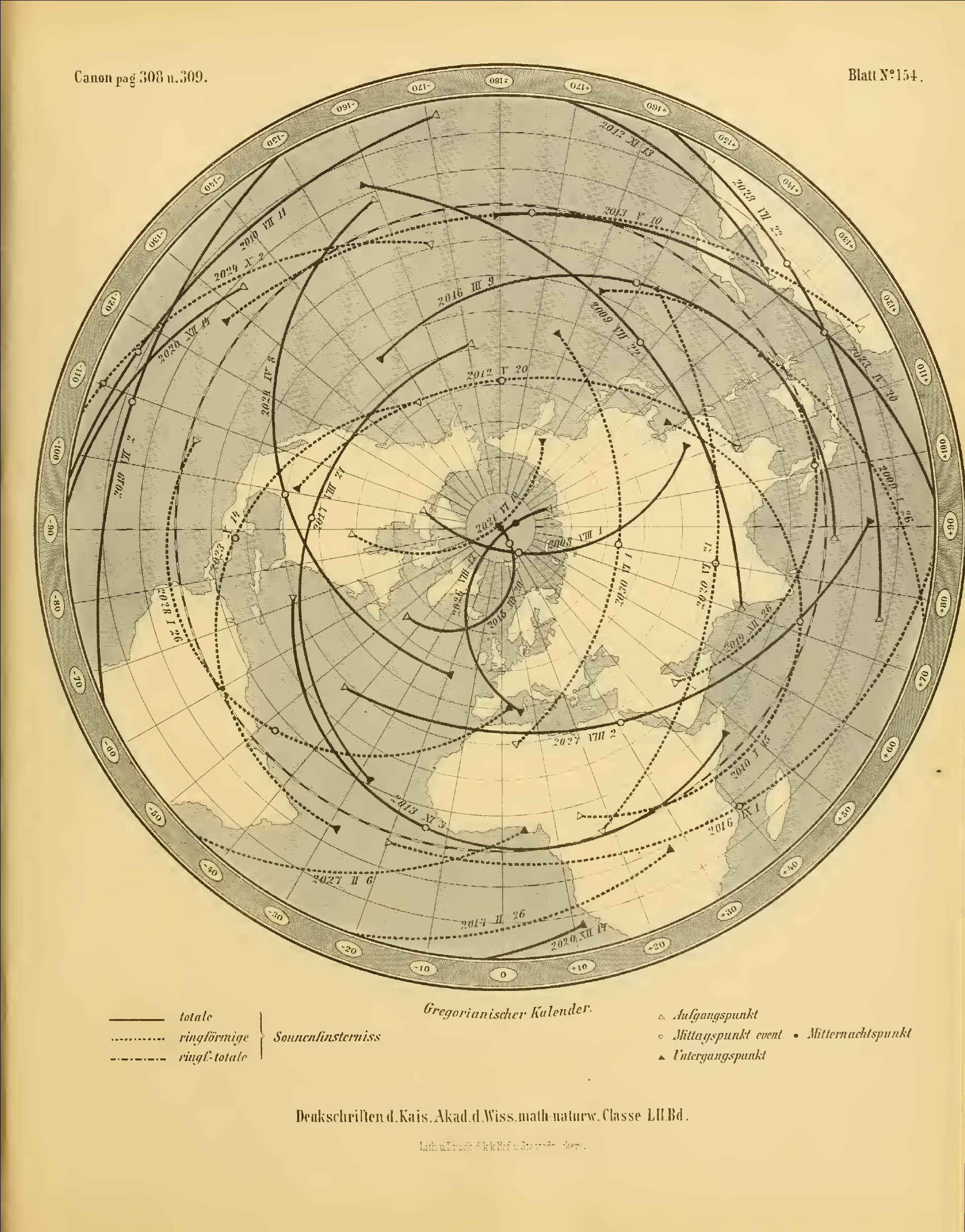
Приклад: аркуш 154, карта сонячних затемнень між 2008 і 2030 роками